# Diego Martínez Penas
Diego Martínez Penas (* 16. Dezember 1980 in Vigo), auch bekannt als Chamán, ist ein ehemaliger spanischer Fußballspieler und heutiger -trainer.

## Karriere
Der in Vigo geborene Diego Martínez Penas spielte als Außenverteidiger in der Jugend von Celta Vigo, bis er sich Jahr 1999 dem Nachwuchs des FC Cádiz anschloss. Dort absolvierte er bereits parallel ein Studium und im Gedanken, es niemals zum Profi zu schaffen, konzentrierte er sich fortan auf eine Karriere als Trainer.
Mit 20 Jahren trat Martínez zurück und schloss sich dem unterklassigen Verein CD Imperio de Albolote an, wo er als Jugendtrainer eingestellt wurde und zusätzlich noch eine gewisse Zeit in der Herrenmannschaft Fußball spielte. Im Jahr 2004 wechselte er zum Arenas CD. Dort trainierte er vorerst im Juniorenbereich, wurde im Jahr darauf als Assistenztrainer eingesetzt und zur Saison 2006/07 übernahm er als Cheftrainer die erste Mannschaft des Viertligisten. In der darauffolgenden Spielzeit 2007/08 wurde er als Trainer des Motril CF präsentiert, wo er zwei Jahre arbeitete.
Im Oktober 2009 wechselte Chamán zum FC Sevilla, wo er in der Saison 2009/10 die C- und U18-Mannschaft trainierte. In der nächsten Spielzeit 2010/11 war er nur noch für die Junioren verantwortlich und am 22. Mai 2012 wurde er zum Assistenztrainer in der ersten Mannschaft befördert. Zwei Jahre später wurde er zum neuen Cheftrainer der Reservemannschaft Sevilla Atlético ernannt, welche in der drittklassigen Segunda División B spielte. Diese Mannschaft führte er in seiner zweiten Saison 2015/16 zum Aufstieg in die zweithöchste spanische Spielklasse. Dort gelang ihm in der nächsten Spielzeit 2016/17 eine solide Mittelfeldplatzierung.
Zum Saisonende verließ er den FC Sevilla nach rund sieben Jahren und unterzeichnete beim Erstliga-Absteiger CA Osasuna einen Zweijahresvertrag. Mit den ambitionierten Gorritxoak schaffte er in der Saison 2017/18 nicht den anvisierten Wiederaufstieg in die Primera División und kündigte deshalb bereits ein Jahr vor seinem Vertragsende.
Am 14. Juni 2018 wurde Martínez Penas als neuer Cheftrainer des Zweitligisten FC Granada präsentiert. Mit den Nazaríes gelang ihm in der Spielzeit 2018/19 der erhoffte Aufstieg als Tabellenzweiter, wobei er sich im Kampf um den Meistertitel jedoch deutlich seinem ehemaligen Verein CA Osasuna und seinem Nachfolger Jagoba Arrasate geschlagen geben musste. Zu Beginn der folgenden Saison 2019/20 legte der jüngste Trainer der Spielklasse mit seiner Mannschaft einen überraschend starken Start hin. Granada hatte nach 10 Ligaspielen bereits 20 Punkte auf dem Konto und stand auf einem hervorragenden zweiten Tabellenrang. Am 14. November 2019 verlängerte er seinen Vertrag bis zum Sommer 2021. Auch wenn er mit dem Verein diese Platzierung in den nächsten Wochen nicht halten konnte, erhielt er am 16. Dezember von der Sportzeitung Marca zusammen mit José Bordalás die Miguel-Muñoz-Trophäe.
Anfang Juli 2022 unterschrieb Martínez Penas einen Vertrag als neuer Cheftrainer des Erstligisten Espanyol Barcelona. Nach einer 1:2-Niederlage beim FC Girona wurde er im April 2023 von seinen Aufgaben entbunden und durch den ehemaligen Spieler Luis García Fernández ersetzt. Zur neuen Saison 2023/24 wurde Martínez Penas Trainer des griechischen Erstligisten Olympiakos Piräus. Anfang Oktober 2024 übernahm er die UD Las Palmas.

## Erfolge

### Verein
Sevilla Atlético
- Aufstieg in die Segunda División: 2015/16

FC Granada
- Aufstieg in die Primera División: 2018/19

### Individuelle Auszeichnungen
- Miguel-Muñoz-Trophäe: 2019